# Roberto Fontanarrosa

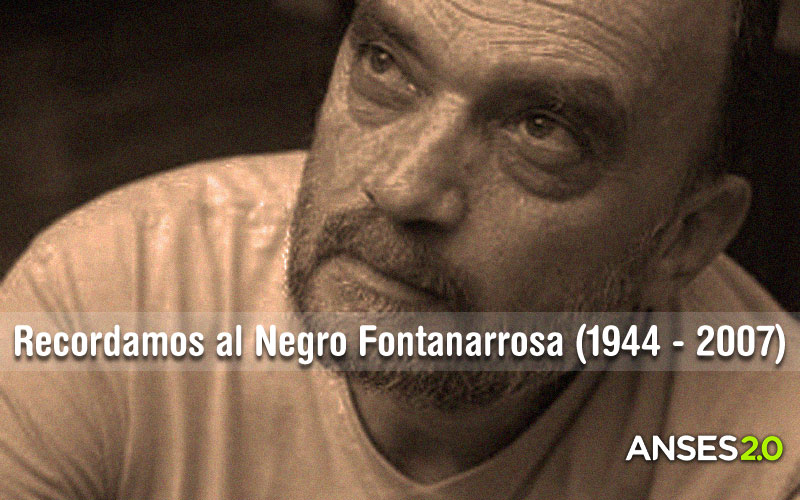
Roberto Fontanarrosa

Roberto Fontanarrosa (* 26. November 1944 in Rosario, Argentinien; † 19. Juli 2007 ebenda) war ein argentinischer Schriftsteller und Comiczeichner. Er war hauptsächlich unter seinem Spitznamen El Negro bekannt.

## Leben
«De mí se dirá posiblemente que soy un escritor cómico, a lo sumo. Y será cierto. No me interesa demasiado la definición que se haga de mí. No aspiro al Nobel de Literatura. Yo me doy por muy bien pagado cuando alguien se me acerca y me dice: me cagué de risa con tu libro.»

„Über mich wird man möglicherweise sagen, ich sei allenfalls ein komödiantischer Schriftsteller. Und das wird richtig sein. Mich interessiert die Definition, die man über mich macht, nicht. Ich trachte nicht nach dem Literaturnobelpreis. Ich betrachte mich als gut bezahlt, wenn sich mir jemand nähert und sagt: Ich hab mir mit deinem Buch den Arsch abgelacht.“

Roberto Fontanarrosa zeichnete am Anfang seiner Karriere hauptsächlich Comicstrips über das Thema Fußball. Geld verdiente er ab 1963 in der Werbeagentur Roberto Reyna. Ab 1971 erschien seine James-Bond-Parodie Boogie, el aceitoso in der Zeitschrift Tinta. Weitere Strips behandelten ab 1976 den Gaucho Inodoro Pereyra, el renegau und seinen sprechenden Hund Mendieta.
Ab 1972 war Fontanarrosa am von Alberto Cognini gegründeten humoristischen Blatt Hortensia in Córdoba und bei Satiricón tätig. Bald wagte er mit anderen Satiricón-Mitarbeitern den Absprung zur ab 1974 erschienenen Zeitschrift Mengano. Als ihn das argentinische Massenblatt Clarín anwarb, ließ er sich diese Gelegenheit nicht entgehen, doch zog es Fontanarrosa später weiter zur Sonntagszeitung Viva. 1980 begann seine Zusammenarbeit mit der Gruppe Les Luthiers. 1984 wurde er Mitarbeiter der die thematische Innovation suchenden Zeitschrift Fierro.
Er schrieb drei Romane (Best Seller, El área 18 und La Gansada) und sieben Bücher mit Comic-Kurzgeschichten (Los trenes matan a los autos, El mundo ha vivido equivocado, No sé si he sido claro, Nada del otro mundo, El mayor de mis defectos, Uno nunca sabe und La mesa de los galanes). Seine Arbeiten erschienen in etlichen lateinamerikanischen Nachrichtenblättern.
Im Jahr 2003 diagnostizierte man bei ihm Amyotrophe Lateralsklerose, und er war fortan auf einen Rollstuhl angewiesen. Am 19. Juli 2007 erlitt Fontanarrosa eine Ateminsuffizienz und wurde in ein Krankenhaus gebracht. Er starb eine Stunde später.

## Werke

### Witze
- ¿Quién es Fontanarrosa?
- Fontanarrisa
- Fontanarrosa y los médicos
- Fontanarrosa y la política
- Fontanarrosa y la pareja
- El sexo de Fontanarrosa
- El segundo sexo de Fontanarrosa
- Fontanarrosa contra la cultura
- El fútbol es sagrado
- Fontanarrosa de penal
- Fontanarrosa es Mundial
- Fontanarrosa continuará

### Geschichten
- Los clásicos según Fontanarrosa
- Semblanzas Deportivas
- Sperman
- Inodoro Pereyra (Band 1 bis 32)
- Boogie, el aceitoso (ab 1971, Band 1 bis 12)

### Romane
- 1981: Best Seller (las aventuras del mercenario sirio homónimo)
- 1982: El área 18 (nuevas aventuras de Best Seller)
- 1985: La gansada

### Geschichtsbeiträge
No te vayas campeón. Equipos memorables del fútbol argentino. Editorial Sudamericana, Buenos Aires 2001, ISBN 978-950-07-1800-4.

### Erzählbände
- Fontanarrosa se la cuenta (1973), Neuauflage als Los trenes matan a los autos
- El mundo ha vivido equivocado (1982)
- No sé si he sido claro (1986)
- Nada del otro mundo (1987)
- El mayor de mis defectos (1990)
- Uno nunca sabe (1993)
- La mesa de los galanes (1995)
- Los trenes matan a los autos (1997)
- Una lección de vida (1998)
- Puro fútbol (2000)
- Te digo más... (2001)
- Usted no me lo va a creer (2003)
- El rey de la milonga (2005)
- 19 de diciembre de 1971 (2006), erschienen im Buch Once contra once. Cuentos de fútbol para los fanáticos del fútbol
- Negar todo (2013)

### Als Illustrator
- José Hernández: Martín Fierro. Illustriert von Roberto Fontanarrosa, Ediciones de La Flor, Buenos Aires 2004, ISBN 978-950-515-583-5.

## Auszeichnungen
- Premio Konex, 1992[2]
- Premio Konex, 1994 (Platin)[2]
- Mención de Honor Domingo Faustino Sarmiento des argentinischen Senats, 2006[2]